# Brithys dominica
Brithys dominica är en fjärilsart som beskrevs av Pieter Cramer 1782. Brithys dominica ingår i släktet Brithys och familjen nattflyn. Inga underarter finns listade i Catalogue of Life.